# Biblioteca Nacional da Letônia
Biblioteca Nacional da Letônia ( em letão:  Latvijas Nacionālā bibliotēka  ), também conhecido como Castelo da Luz ( Gaismas pils ), é uma instituição cultural nacional sob a supervisão do Ministério da Cultura da Letônia. A Biblioteca Nacional da Letônia foi formada em 1919 depois que a República independente da Letônia foi proclamada em 1918. O primeiro supervisor da biblioteca foi Jānis Misiņš, bibliotecário e fundador da bibliografia científica da Letônia (1862-1945).
O edifício atual foi projetado em 1989 pelo famoso arquiteto letão-americano Gunnar Birkerts (1925-2017), que emigrou para os Estados Unidos e fez sua carreira lá. Foi construído no início do século XXI e inaugurado em 2014. Hoje, a Biblioteca desempenha um papel importante no desenvolvimento da sociedade da informação da Letônia, fornecendo acesso à Internet aos residentes e apoiando a pesquisa e a educação ao longo da vida.

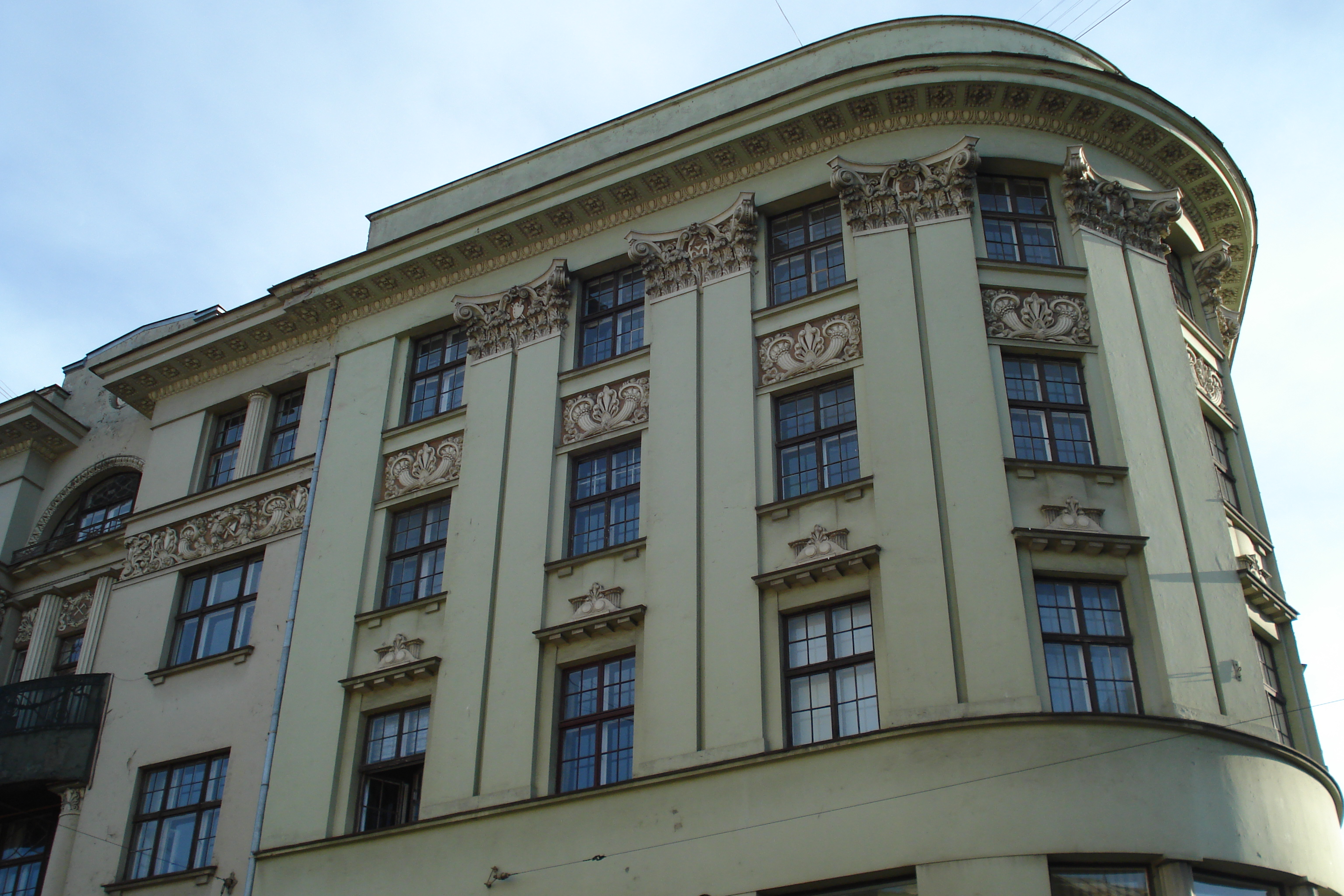
O edifício principal histórico, Krišjāņa Barona iela 14

## História

### Período entre guerras
A Biblioteca Nacional foi fundada em 29 de agosto de 1919, um ano após a independência, como Biblioteca Estadual ( Valsts Bibliotēka ). Seu primeiro bibliotecário-chefe e bibliografista foi Jānis Misiņš (1862-1944), que fez de sua imensa coleção particular a base da nova biblioteca. Em um ano, até 1920, os estoques haviam aumentado para 250.000 volumes. A partir do mesmo ano, todos os editores foram obrigados a entregar uma cópia de depósito de suas obras. Desde 1927, a Biblioteca publica a Bibliografia Nacional da Letônia.
Houve acréscimos significativos em 1939 e 1940, quando a Biblioteca Estadual assumiu o controle de muitas das bibliotecas e coleções dos alemães do Báltico. A maioria foi reassentada no Reich nazista alemão. Entre essas coleções, grande parte da coleção da Sociedade de História e Arqueologia das Províncias Bálticas da Rússia, est. 1834, a principal sociedade histórica dos alemães bálticos. Em 1940, as explorações abrangiam 1,7 milhão de volumes, para que tivessem que ser armazenadas em dois locais diferentes na Cidade Velha (Jēkaba iela 6/8 e Anglikāņu iela 5).

### Ocupação alemã e soviética
Durante a Segunda Guerra Mundial, a Alemanha invadiu a Letônia e ocupou Riga (1941-1944). Naquela época, as autoridades alemãs renomearam a Biblioteca do Estado como Biblioteca do País ( Zemes bibliotēka ), eliminando a referência a um Estado letão soberano).
Após a guerra, a Letônia estava sob domínio soviético e a instituição ficou conhecida como Biblioteca Estadual da SSR da Letônia ( Latvijas PSR Valsts bibliotēka ). Segundo os costumes soviéticos, em 1966 a biblioteca recebeu um nome honorário, comemorando Vilis Lācis, escritor e ex-primeiro ministro da Letônia soviética. Desde 1946, a literatura considerada 'perigosa' da perspectiva soviética foi retirada das prateleiras e até 1988, quando a União Soviética desistiu do controle, só podia ser acessada com uma permissão especial. Em 1956, a Biblioteca Estadual mudou-se para um novo prédio em Krišjāņa Barona iela.

### Independência renovada
Desde o restabelecimento da independência nacional do Lativan, em 1991, a instituição foi chamada de Biblioteca Nacional da Letônia. Em 1995, recebeu como empréstimo permanente a Biblioteca Central do Báltico de Otto Bong (1918-2006), uma coleção pertencente à história, estudos regionais e idiomas dos países bálticos. Em 2006, a Biblioteca Nacional ingressou no serviço on-line da Biblioteca Europeia.

## Coleções
As participações da Biblioteca hoje abrangem mais de 5 milhões de títulos, incl. cerca de 18.000 manuscritos desde o século 14 até os tempos modernos. Um dos pilares característicos da NLL, que caracteriza todas as bibliotecas nacionais, é a formação da coleção de literatura nacional, seu armazenamento eterno e acesso a longo prazo.
O NLL é um centro de pesquisa teórica e análises práticas das atividades das bibliotecas letãs. A Biblioteca executa as funções do centro de Empréstimos entre bibliotecas da Letônia, assegura o serviço de bibliotecas e informações ao Parlamento da República da Letônia - o Saeima, implementa a padronização da agência. Desde o início, sua principal preocupação tem sido a bibliografia nacional . O catálogo sindical maciço Seniespiedumi latviešu valodā (Gravuras Antigas, em letão 1525-1855, publicado em Riga, 1999)  recebeu o Prêmio Spīdola em 2000 e foi agraciado com o Belo Livro do Ano 99 . Em 2005, foi publicado o Letonikas grāmatu autoru rādītājs (1523-1919) (Índice dos Autores da Lettonica Books (1523-1919)), fornecendo informações sobre ramos versáteis da ciência e representantes de várias nações, sendo a Letônia a principal foco de suas publicações.
A NLL inclui várias coleções de pôsteres (artistas Oskars Šteinbergs (1882–1937), Sigismunds Vidbergs (1890–1970), Raoul Dufy (1877–1953), Bernhard Borchert (1863–1945), Niklāvs Strunke (1894–1966) e outros ) 

## Lettonica
A digitalização das coleções na NLL começou em 1999. Atualmente, a Letonica National Digital Library Letonica, formada em 2006, possui coleções digitalizadas de jornais, fotos, mapas, livros, partituras e gravações de áudio. Em 2008, a NLL lançou dois grandes projetos digitais. Periodika.lv é a coleção de periódicos históricos digitalizados da NLL em letão, com a possibilidade de ler textos completos e pesquisar página por página. A Letônia tem uma tradição de festivais de música e dança organizados a cada quatro anos. Os materiais históricos do primeiro Festival da Canção em 1864 até o Festival da Canção Latgale em 1940 podem ser explorados em outra coleção digital da Biblioteca Nacional da Letônia.

## Nova construção

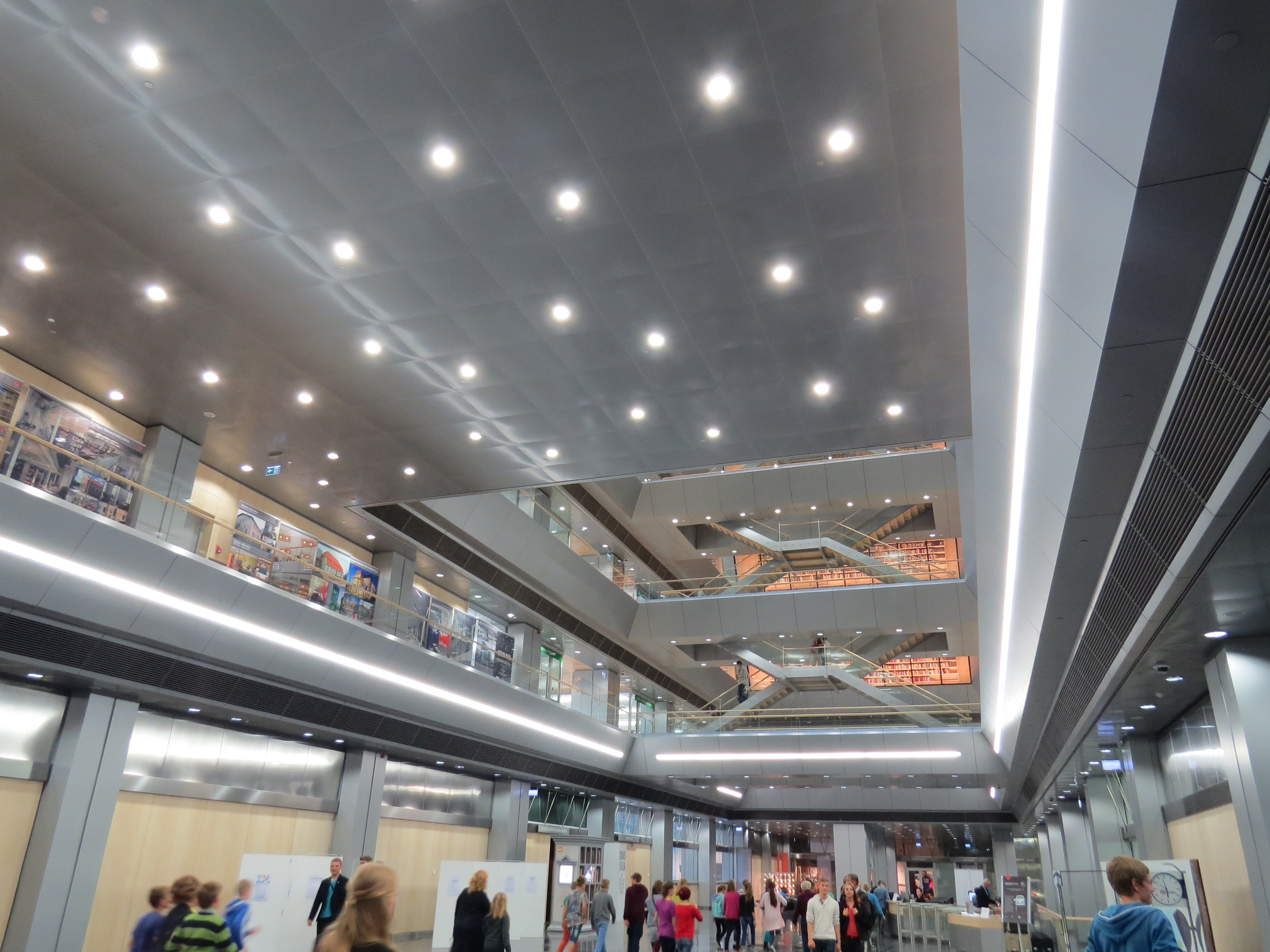
Interior da biblioteca

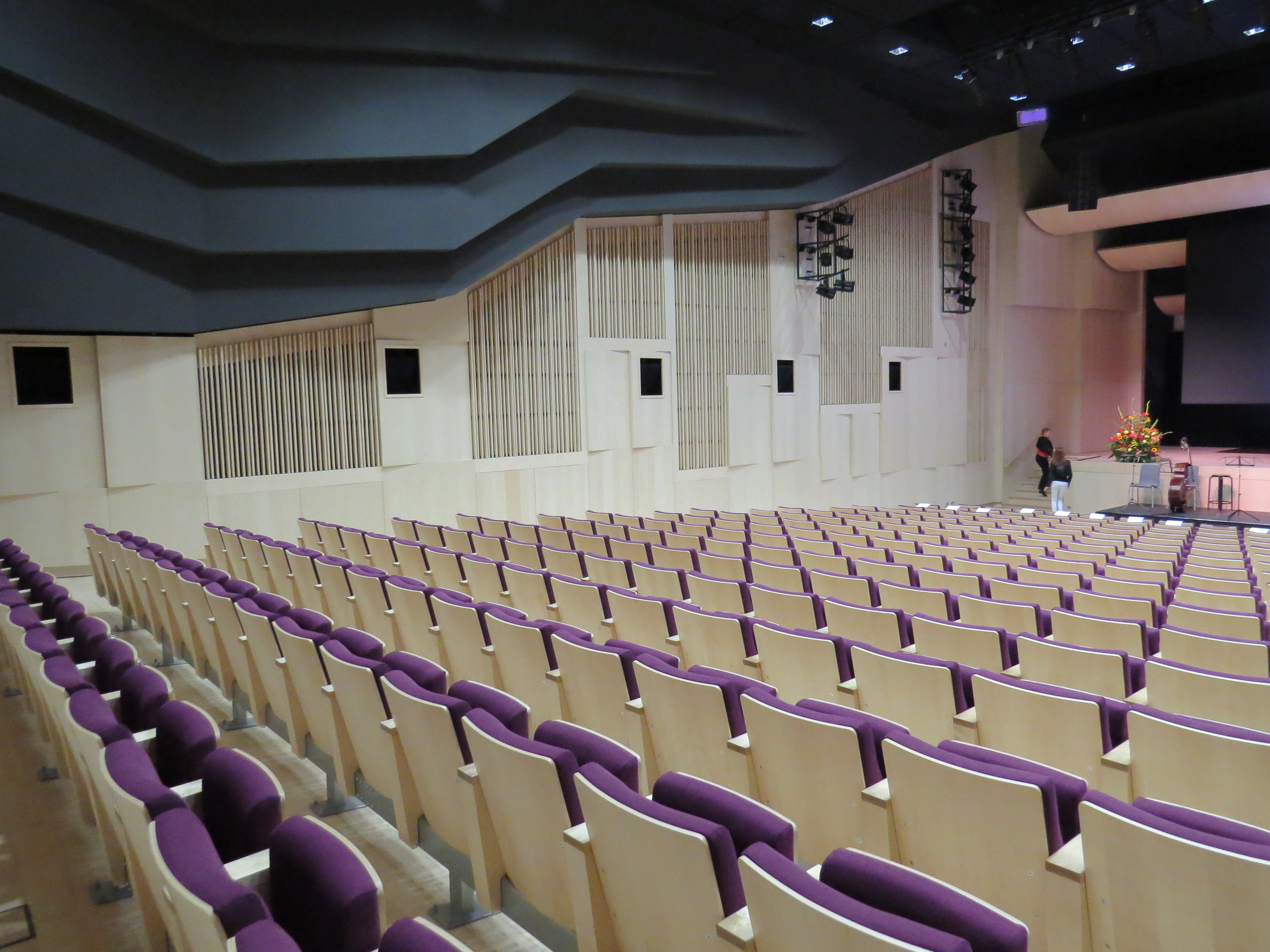
Sala de conferências Ziedonis

As primeiras discussões sobre a necessidade de uma nova Biblioteca Nacional começaram em 1928, e a importância do projeto deste século foi confirmada pelo reconhecimento internacional de alto nível do valor de suas coleções. Em 1999, quase todos os 170 estados membros da UNESCO adotaram uma resolução durante sua Conferência Geral, exortando os estados membros e a comunidade internacional a garantir todo o apoio possível à implementação do projeto NLL.
O crescimento contínuo da Biblioteca tornou necessário transferir partes dos estoques para outros edifícios. Por NLL teve suas participações distribuídas entre cinco locais em Riga. Além disso, desde 1998, algumas ações tiveram que ser armazenadas em um depósito em Silakrogs fora da capital.
O Parlamento finalmente autorizou a construção de um novo edifício na margem esquerda do rio Daugava. Em 15 de maio de 2008, após discussões que duraram muitos anos, a agência estatal Três Novos Irmãos e o Sindicato das Empresas Nacionais de Construção assinaram o contrato para a construção da nova Biblioteca Nacional da Letônia. Em 18 de maio de 2014, a principal instalação da Biblioteca em Krišjāņa Barona iela foi fechada para a mudança.
Em 2008, a construção começou de acordo com o projeto do famoso arquiteto letão-americano Gunnar Birkerts, que estava baseado na área de Detroit, Michigan desde o início dos anos 50. Ele havia sido contratado para projetar o edifício em 1989. Ele foi inspirado na mitologia da Montanha de Vidro da Letônia.
O novo prédio tem 13 andares e tem 68 m de altura. Os custos de construção foram estimados em 193 milhões de euros. 480 pessoas trabalham lá.
Como parte do programa de Riga para o título de Capital Europeia da Cultura, propriedades selecionadas foram simbolicamente transportadas do antigo para o novo edifício por uma cadeia humana em 18 de janeiro de 2014. O novo prédio foi finalmente inaugurado em 29 de agosto daquele ano, 95º aniversário da Biblioteca.
Hoje, o prédio da NLL é um marco dominante na paisagem urbana de Riga. Possui espaço para conferências e convenções e outros eventos da comunidade. Entre outros, sediou a quarta cúpula do programa de Parceria Oriental da UE em maio de 2015 e um debate presidido por Jonathan Dimbleby, da BBC, em 14 de março de 2016.

### Projetos atuais
- 43ª Conferência Anual da LIBER
- Desenvolvimento dos serviços de bibliotecas digitais
- Divulgação e exploração via bibliotecas: para o sucesso e a sustentabilidade dos resultados do PALV
- Aplicação eficaz de ferramentas de treinamento para melhoria da qualificação no setor de bibliotecas (ETQI)
- Europeana Awareness
- Europeana Inside
- Jornais da Europeana
- Europeana Sounds
- Exposição "Livro 1514-2014" e leituras acadêmicas "Conteúdo do século XXI"
- O impacto do texto digital e do formato multimídia na aprendizagem infantil: uma abordagem multidimensional